# سعيد خلاف
سعيد خلاف مخرج وسيناريست مغربي.

## مسيرته
بدأ سعيد مسيرته المهنية في صناعة السينما في مدينة فانكوفر الكندية. في عام 2003، قدّم أداءً على خشبة المسرح وشارك في كتابة عدد من المسرحيات. في عام 2004، انضم إلى مدرسة فانكوفر السينمائية وأنتج وأخرج، لمدة عام ونصف، عدة عروض للقناة الكندية (Canal M).
سنة 2016، أخرج فيلم مسافة ميل بحذائي، الذي فاز بعدد من الجوائز، من بينها جائزة (الحصان البرونزي) التي تم منحها في إطار فعاليات الدورة الخامسة والعشرين للمهرجان الإفريقي للسينما والتلفزيون في واغادوغو (فيسباكو 2017)

## أعماله

### أفلام
- 2016: مسافة ميل بحذائي
- 2019: التائهون
- 2019: لا وردة لا حنان

### مسلسلات
- 2017: المفتش قاسم، على قناة تمازيغت
- 2019: عيون غائمة

## وصلات خارجية
- سعيد خلاف على موقع IMDb (الإنجليزية)
- سعيد خلاف على موقع قاعدة بيانات الأفلام العربية